# Tobo (Zweden)
Tobo is een plaats in de gemeente Tierp in het landschap Uppland en de provincie Uppsala län in Zweden. De plaats heeft 616 inwoners (2005) en een oppervlakte van 103 hectare.

## Verkeer en vervoer
Bij de plaats loopt de Länsväg 292.
De plaats heeft een station aan de spoorlijn Stockholm - Sundsvall.